# Scalenodon
Scalenodon is een geslacht van uitgestorven therapsiden, behorend tot de Cynodonta. Het leefde in het Midden-Trias (Anisien - Ladinien, ongeveer 245 - 235 miljoen jaar geleden) en zijn fossiele overblijfselen zijn gevonden in Afrika, Zuid-Amerika en (misschien) Rusland.

## Naamgeving
De eerste fossielen van dit dier werden gevonden in de zogenaamde Manda Beds in Tanzania en werden in 1946 beschreven door Francis Rex Parrington, die geloofde dat ze behoorden tot een nieuwe soort van het geslacht Trirachodon: Trirachodon angustifrons. De soortaanduiding betekent 'met een smal voorhoofdsbeen'. Het holotype is MCZ 120B, een schedel gevonden tussen Gingama en Tschikonge.
In 1955 plaatste Alfred Walter Crompton deze soort in het nieuwe geslacht Scalenodon als een Scalenodon angustifrons. De geslachtsnaam betekent 'scheve tand' in het Grieks.
In 1963 werd door Brink een andere soort uit de Luangwa-vallei in Zambia aan dit geslacht toegeschreven (Scalenodon drysdalli), maar deze werd later in het eigen geslacht Luangwa geplaatst. Een Crompton-studie uit 1972 stelde nog drie soorten uit Tanzania vast: Scalenodon attridgei, Scalenodon charigi en Scalenodon hirschoni, maar een analyse uit 2003 gaf aan dat Oost-Afrikaanse Scalenodon-soorten niet tot een enkele clade zouden behoren en daarom niet zouden kunnen behoren tot hetzelfde geslacht. Het lijkt erop dat Scalenodon hirschoni meer op Luangwa leek en hij werd daarom in 2013 ingedeeld in een nieuw geslacht (Mandagomphodon), terwijl Scalenodon attridgei en Scalenodon charigi (misschien synoniemen) slechts in de verte verwant zouden lijken aan Scalenodon.
Ondertussen werden fragmentarische overblijfselen uit de Oeral (Oblast Orenburg, Rusland) in 1973 beschreven als Scalenodon boreus, 'de noordelijke', gebaseerd op holotype PIN 2973/1. Ten slotte werd in 2017 de soort Scalenodon ribeiroae beschreven, afkomstig uit het Ladinien van Brazilië en gebaseerd op de schedel UFRGS-PV-0239-T. De soortaanduiding eert Ana Maria Ribeiro.

## Beschrijving
Dit dier was ongeveer een meter lang en had een vrij robuust lichaam. De schedel is breed en massief, vooral wat betreft het achterste gebied waar grote slaapvensters aanwezig waren. Scalenodon wordt gekenmerkt door postcaninen (aanwezig in aantal van elf, zowel op de bovenkaak als op de onderkaak) met een ovale doorsnede en, in de bovenkaak, met drie knobbels: de linguale en centrale knobbels staan dichtbij elkaar en zijn gescheiden van de labiale cusp door een diepe trog gevormd door een verticale buitenste zijrand. De labiale knobbel is ook voorzien van een gekartelde rimpel aan de anterolaterale rand. In de onderkaak zijn de postcaninen rechthoekig of vierkant, met slechts twee knobbels (linguaal en labiaal), een voorste cingulum en een achterste talonide met meerdere knobbeltjes. Zowel het ronde als ovale foramen voor de nervus trigeminus zijn aanwezig, zoals bij zoogdieren.

## Fylogenie
Scalenodon is een vertegenwoordiger van de traversodontiden, een groep afgeleide cynodonten met herbivore gewoonten en van over het algemeen vrij opvallende grootte.